# Pascual Contursi

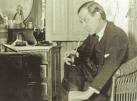
Pascual Contursi

Pascual Contursi (ur. 18 listopada 1888 Chivilcoy, Argentyna, zm. 29 maja 1932) – autor tekstów tanga argentyńskiego. Jego tango Mi noche triste, zapoczątkowało piosenkę tanga (hiszp. tango-canción) jako odrębnego stylu. 
Pracował w sklepie obuwniczym i zajmował się teatrem kukiełkowym. Teatr i nocne życie były jego prawdziwymi zainteresowaniami. W latach 1910 mieszkał w Montevideo, gdzie uczęszczał do kabaretów Moulin Rouge oraz Royal Pigall. W latach 1910 pisał teksty do tang, ale nie osiągnęły one sukcesów. Dopiero tekst do tanga "Lita" (Mi noche triste), napisany w Montevideo w 1915 roku, w wykonaniu Carlosa Gardela w 1917 w Teatro Esmeralda, spopularyzowało styl piosenki tanga.
W 1927 wyjechał do Europy, najpierw do Hiszpanii a potem do Francji.
Teksty Contursiego ustanowił schemat nostalgicznej, melodramatycznej piosenki tanga.